# Carl Palme
Carl Adolf Palme, född 9 juli 1879 i Stockholm, död 14 november 1960, var en svensk målare, tecknare, grafiker och författare. 

## Biografi
Carl Palme var son till grundaren av Djursholms Villastad, bankdirektören Henrik Palme och hans fru Anna Lavonius, och barndomshemmet utgjordes av egendomen Svalnäs, idag Blomsterfondens gästhem/äldreboende (en representativ samling av Palmes konst finns på vindsplanet, vilket konstaterades 2008-05-24 vid Palme-mötet).
1900-01 var Palme målarelev i London, vid Slade School of Fine Art. 
Därefter, åren 1902-1904, var han inskriven vid Vasilij Kandinskijs målarskola i München. 1907 kom han till Paris. Redan i barndomen hade Palme lärt sig franska, vilket blev en förutsättning för den goda kontakt han där odlade med läraren, konstnären Henri Matisse, för vilken han var den första svenska eleven. (Palmes far anställde franska privatlärare åt sina barn, såsom var brukligt i dessa kretsar).
Palme var initiativtagare till Académie Matisse, som huvudsakligen bestod av yngre svenska och norska konstnärer, som hyrde en stor ateljé i Paris dit Matisse kom varje lördag och beskådade samt kommenterade vad målareleverna åstadkommit under veckans lopp. Bland eleverna fanns exempelvis Isaac Grünewald, Sigrid Hjertén, Leander Engström, Arvid Fougstedt, Einar Jolin, Birger Simonsson och Arthur Percy. Senare studerade här samtidigt upp till 120 elever från hela Europa för Matisse. Verksamheten upphörde 1911, men lämnade bestående spår hos en hel generation skandinaviska målare, varav fyrtio från Sverige.
Palme målade mycket i Positano nära Sorrento vid upprepade besök 1908–1914.
Från 1914 övergick han alltmer till att producera färgträsnitt. Han skar ut sina motiv i mahogny, lind, päron eller körsbärsträ – en stock för varje färg, ofta fem färger, ibland upp till tolv färger, och högst tjugo signerade tryck av varje motiv. Framställningsmetoden beskriver Palme i sin bok och innebar att inget tryck blev exakt likt ett annat. 1955 upphörde Palme att skära nya stockar och återgick enbart till måleriet. (Oljemålningar, akvareller och blyertsteckningar). Målningarna betingar de högsta priserna på marknaden. Betydligt mindre värda är färgträsnitten. Minst värda är signerade färgkopior av träsnitt. Dessa färgkopior igenkänns därigenom att de är rastrerade, vilket med en lupp lätt kan konstateras.
Palme var 1933–1960 bosatt och verksam i Villa Fostorp i Katrineholm. 
1950 utgavs boken Konstens Karyatider, en humoristisk skildring av Palmes konstnärsliv i Ryssland, England, Tyskland, Frankrike, Italien och Sverige, och de många ytterst särpräglade individer som kom i hans väg. Boken är rikt illustrerad och innehåller även en detaljerad beskrivning av den speciella teknik för framställning av färgträsnitt, som Palme utarbetat. I boken kombineras underhållningslitteratur med pålitliga tidsdokument. Palme var minst lika framstående som författare jämfört med som konstnär. Han kallas ofta för det svenska färgträsnittets mästare, men hans konsthistoriska betydelse ligger nog främst i hans initiativ till Académie Matisse och hans roll som introduktör av synnerligen lovande svenska konstnärer, som blev mera framstående än han själv någonsin blev. Han var egentligen aldrig beroende av konsten för sin försörjning, utan levde huvudsakligen på ekonomiskt bidrag från fadern och de stiftelser, som denne skapade, där avkastningen tillföll Carl och hans syskon.
Även Carl Palmes syskon, civilingenjören Lennart Palme (1881–1971) och genealogen Elsa Lagercrantz (1882–1978), målade. Se Villa Lagercrantz. Småsyskonen Henrik Jr. (1886–1935) och Oscar (1891–1946) ingick i kvintetten; konstnären Einar Palme var deras kusin. Carl Palme var 1905–1929 gift med Anna Uggla (ätt) (1880–1956) och från 1930 med Ewy Francke (1887–1976). Han hade inga barn och vilar i Palmeska familjegraven på Djursholms begravningsplats strax till höger om porten till kapellet. Palme finns representerad vid Moderna museet, Nationalmuseum i Stockholm, Norrköpings konstmuseum och Kalmar konstmuseum.